# New York City Center
Pour les articles homonymes, voir New York City Center (homonymie).
Le New York City Center est une salle de spectacle de New York située sur la 55e rue entre la 6e et 7e avenue à Manhattan. Elle est dédiée en grande partie à la danse et aux comédies musicales.

## Historique

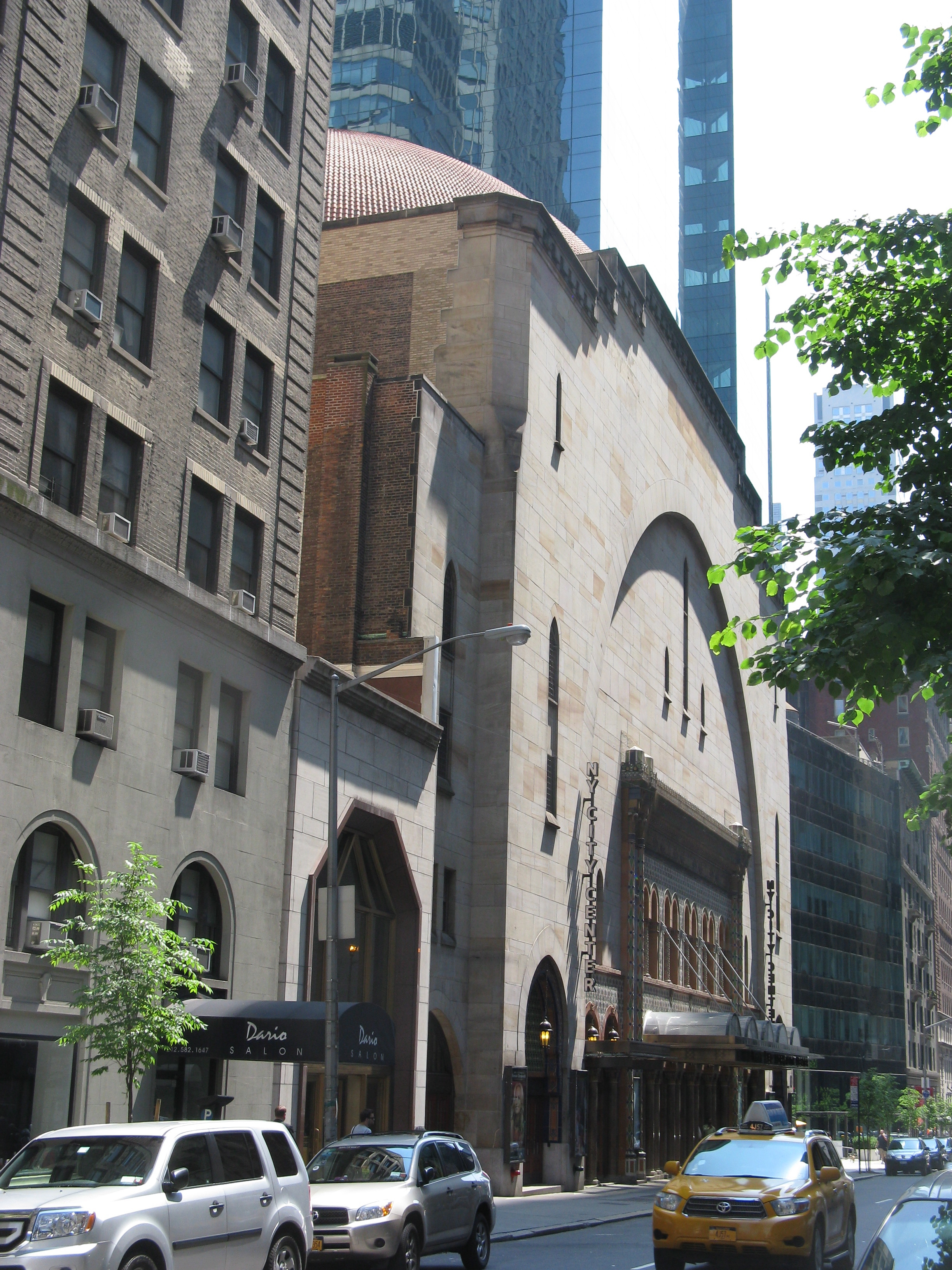
Le New York City Center en 2012.

La salle a été construite en 1923 et s'appelait originellement le Mecca Temple, en partie à cause du style néo-mauresque du bâtiment. Elle a une capacité de 2750 places.
Le Ballet Society, une compagnie de danse new yorkaise, change de nom en 1948 lorsqu'elle en devient une compagnie résidente. Elle est désormais connue comme le New York City Ballet.
En 1971, la compagnie Alvin Ailey American Dance Theater vient en résidence.
Le New York City Center organise chaque année deux importants festivals: Encores! présentant de rares comédies musicales, et Fall for Dance Festival consacré à la danse moderne.